# エドマンド殉教王
エドマンド殉教王（英語: Edmund the Martyr, 841年 - 869年11月20日）はイースト・アングリアの王であった殉教者。855年にイースト・アングリアの王位を継いだ。最初期の、もっとも信頼できる史料においてエドマンドは先のイースト・アングリア王であるWuffingの家系の子孫であるとしており、別の史料では彼の父親はイースト・アングリア王エセルワード (en:Æthelweard of East Anglia) であるとする。ウェルズのジェフリー (en) は、彼をサクソン人の王であるアルクムンド (Alcmund) の末子であると主張する。エドマンドは855年のクリスマスにエルムハム司教 (Bishop of Elmham) のハンベルタス (en) によって戴冠させられたといわれていた。
869年にエドマンドは大異教徒軍 (en:Great Heathen Army) との戦いで敗北し捕らえられ、拷問の末に殺され殉教者となった。彼は正教会、ローマ・カトリック、そして聖公会において列聖されている。王の身体は最終的にBeadoriceworth (現ベリーセントエドマンズen:Bury St Edmunds) に埋葬され、彼の墓への巡礼は12世紀に入って修道士たちによって教会が拡張されるとより活発になった。アングロ・ノルマン貴族らのエドマンドに対する人気は、ノルマン朝はそれ以前の伝統と連続性があるという主張を正当化するのを助けていた。エドマンドの紋章旗はアジャンクールの戦いにおいて掲げられた。

## 生涯
エドマンドはイースト・アングリアの王であった。フルーリのアボー (en:Abbo of Fleury)、続いてウスターのジョン (en:John of Worcester) は"ex antiquorum Saxonum nobili prosapia oriundus,"と記しており、これは翻訳するとエドマンドは海外に起源を持ち、大陸の古サクソン人の一員であったという意味になるとみられている。これは彼の父であると断言されているアルクムンド王について、実在の証拠がひとつも無く非常に疑わしい説である。最初期の、そして最も信頼できる史料ではエドマンドは先のイースト・アングリア王であったWuffingの家系であるとされる。それにもかかわらず、古サクソン人起源であるという物語は後に、エドマンドが謎のアルクムンドとは別としてニュルンベルク出身であり、イースト・アングリア王エセルワードとの養子縁組とその後継者指名、そして彼の王国であると主張するハンストン (en:Hunstanton)への上陸という具合に語られていく「完全な」伝説を加えて広められた。
他の史料では彼の父はエセルワード王であると語られている。確かなことはエセルワードが854年に死んで王位がエドマンドに受け継がれたとき、その少年は14歳であったということである。そのため彼の生まれ年は841年とされる。
エドマンドはハンベルタスによって855年12月25日にBurna (おそらく現在のサフォークに位置するブレス・セント・メアリーen:Bures St Mary)において戴冠させられ、当地はその当時王都として機能していたといわれる。
その後の14年間エドマンド王が何をしていたのかはほとんど分かっていない。エドマンドは公明正大で模範的な王であり、こびへつらう者に対しては頑なであったということは記録されている。また、彼は1年間ハンストンに位置する塔に退いてその中ですべての聖書詩篇を学び、そのためそれらをそらで暗唱できたという記述もある。

## 死

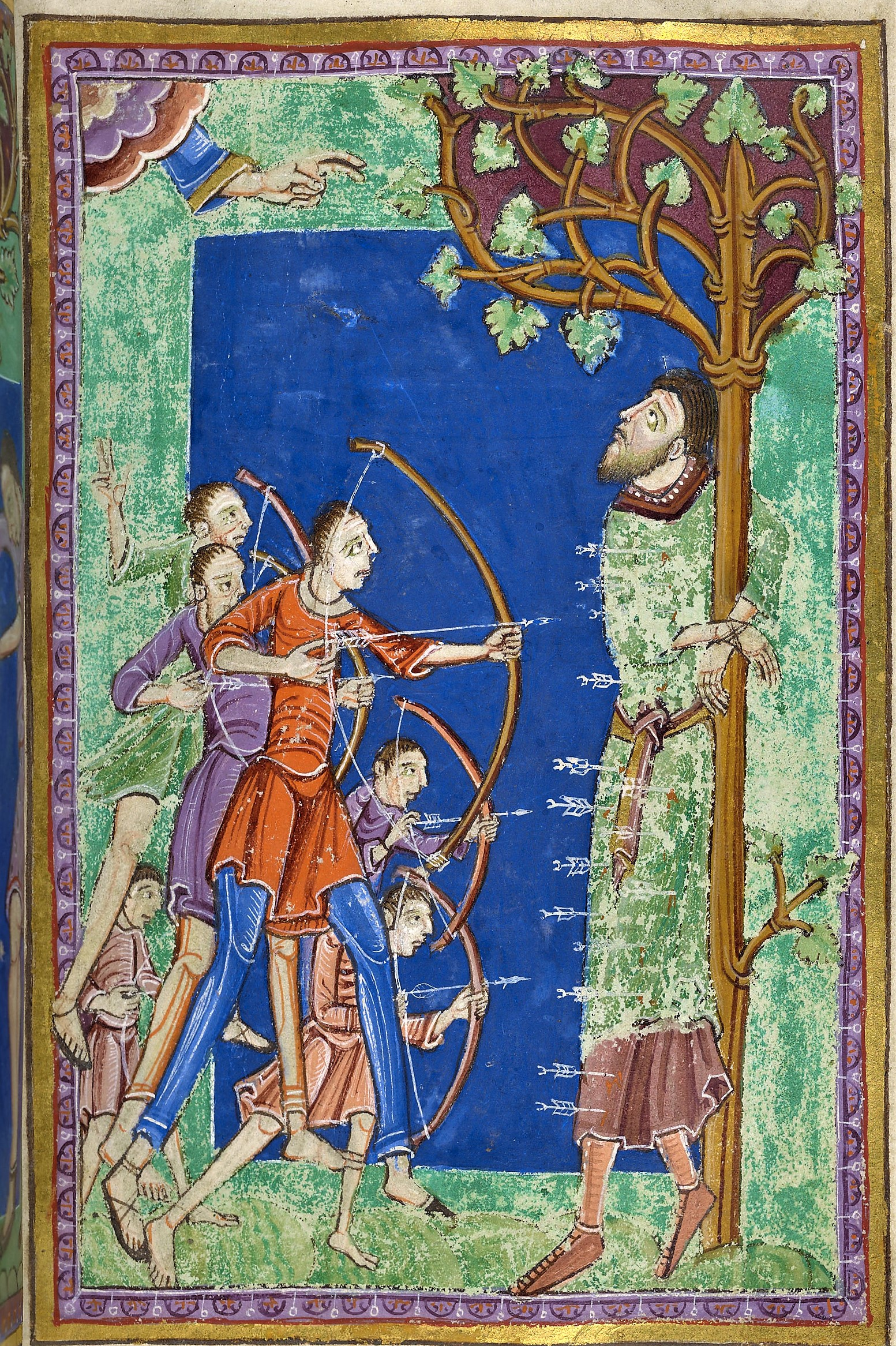
「(エドマンドは) 胸全体に矢を受け、ヤマアラシの針毛のごとくであった。」

869年、デーン人たちはヨークで越冬し、マーシアを通りイースト・アングリアに進入、セットフォード (en:Thetford) に宿地を構えた。エドマンドと彼らは激突したがデーン人のリーダーであるウッベ・ラグナルソン (en:Ubbe Ragnarsson) と骨無しイーヴァー (en:Ivar the Boneless) に敗北、彼らはエドモンド王を殺してさらに戦場にとどまり続けた。征服者たちは単にエドマンドを戦闘中もしくはその後まもなくに殺しただけかもしれない。エドマンドが、キリスト信仰を棄てるか、異教徒君主の家臣として国を治めることを拒否したために、デーン人の矢によって殉教者として殺されたという人気のある物語は、その出来事からそれほど時を待たずして出来上がった。どの史料が正しいのかは不明である。
エドマンドについての最初期の伝記作者であるフルーリのアボーによれば、ドゥンスタンを通してアボーに届いたその物語は、エドマンドの剣持ちの口から聞いたものであるとする。受け入れられている生没年に当てはめれば、これは不可能な話ではない。フルーリのアボーの新しい聖人伝によれば、エドマンドは彼自身デーン人と戦うことを拒否し、キリストの受難を意図的になぞらえて殉教者として死ぬことを望んだという。その物語は以下のようにつづられている。
| 「 | エドマンド王は彼の宮殿の中におり、イーヴァー (彼は後から来た) とともに治療者に気を配り、そして武器を棄てた。彼はペテルに武器をもってユダヤ人に抗うことを禁じたキリストの例に倣うことを決心した。見よ!エドマンドは不誠実なる男に降伏し、嘲笑われ、そして棒打ちを受けている。かくのごとき後、異教徒たちはこの信仰厚き王を大地にしっかりと根ざした木に連れて行き、その上丈夫な紐でそれにこの信仰厚き王を縛りつけ、その紐は長い間再び王を苦しめた。信仰厚き王は打たれる間ずっと救世主キリストへの信条を誠実に声に出し続けた。 信仰厚き王がキリストへ自身の救いを叫び続けるため、異教徒たちはあからさまに怒るようになった。さらに異教徒たちまるで楽しむかのように、矢をもって信仰厚き王を射た。それは信仰厚き王の全身に矢がハリネズミのごとく突き刺さるまで続いた。そのさまはまさに聖セバスティアヌスのごとくであった。そして、不誠実なる海賊のイーヴァーは、この高貴なる王がキリスト信仰を棄てることを望んでおらず、さらに断固とした信仰をもって彼に呼びかけ続けるさまを見た。かくしてイーヴァーはこの王の首を刎ねるように命じ、異教徒たちはそれに従った。それが行われる間、エドマンドはいまだにキリストへ呼びかけ続けた。そして異教徒たちはこの神聖なる男を虐殺するために引っ張り、一撃をもってその頭を打ち離した。神聖なる男の魂は祝福をもってキリストのもとへ召されたのである。 | 」 |

エドマンドが死んだ伝統的な年であり、ほとんどの作品に使われる年は870年である。しかしながら、最近の調査では彼が実際に死亡した年は869年であるといわれ、この年は新しい歴史的事実として広く受け入れられている。
アングロサクソン年代記の編者たちは年始を9月からとしており、そのため現代の日付では869年11月に引き起こされたこの出来事は編者らによって870年におきたとされたため、この不一致が発生したのである。大異教徒軍はノーサンブリア王国を866年に征服した。彼らはその後ウェセックスに侵攻したが、イングランド諸王国における記録の多くはこれを870年12月としている。この不一致では、異教徒たちが2、3週間あまりでエドマンドを殺したのか、あるいは彼らがイースト・アングリアにおいて略奪と足場固めに1年を費やしたのかという疑問点があった。
古戦場の候補地はサフォーク州のアイ (en:Eye, Suffolk) 近郊のホクスンで、当地はセットフォードの約20マイル東に位置している。もうひとつ考えられるところはケンブリッジシャーのDernfordであり、他方ベリー・セント・エドマンズ近郊のブラッドフィールド・セント・クレア (en:Bradfield St Clare) は殉教地であった可能性がある。

## その後
エドマンドの遺体は最終的にBeadoriceworth (現ベリー・セント・エドマンズ) に埋葬された。エドマンドの廟はすぐにイングランドにおけるもっとも有名かつ裕福な巡礼地となり、聖人としての評価は普遍的なものとなった。11世紀後半に書かれた副司教ヘルマン (Hermann) の「エドマンドの一生 (Life of Edmund)」において、列聖はアゼルスタン (統治期間924年から939年) の時期になされたと述べられているようであるが、列聖された日付については不明である。イングランド貴族の間でのエドマンドの人気は続いていた。エドマンド王の旗はアングロ・ノルマンのアイルランド探索のときに生まれたとされ、1300年にはケーラヴァロック城 (en:Caerlaverock Castle) に持ち込まれた。また、エドマンドの頂飾つきの旗はアジャンクールの戦いにおいても掲げられた。
彼の名前を持つ教会はイングランド中に建てられ、ロンドンにもクリストファー・レンが設計した聖エドマンド殉教王教会 (St Edmund, King and Martyr) があり、また聖エドマンドの名前を取ったカレッジもいくつかある。ベリー・セント・エドマンズにある彼の廟はイングランドの宗教改革 (en) 中にあたる1539年に破壊された。正教会、ローマカトリック、聖公会における伝統的な彼の祝日は11月20日である。

### 殉教
アボーのフルーリの伝記 ではエドマンドの断頭後の話をさらに続けている。彼の切断された頭は樽の中に放り込まれた。日夜、エドマンドの支持者が探しに来て「友よいずこか？ (Where are you, friend?) 」と叫んだが、頭は「ここだ、ここだ、ここだ」と答え、ついに支持者たちは、エドマンドの頭を灰色のオオカミがその足の間に抱えているのを「非常に驚いて (a great wonder) 」見つけた。「彼らはオオカミの保護に驚いた」。森の動物たちから頭を守るため神によって送られたそのオオカミは飢えていたものの、その頭が失われていた間ずっと、それを食べることはしなかった。頭を取り戻した後、村民たちは王国へ戻り、神とエドマンドを守ったオオカミをたたえた。オオカミは町までずっとおとなしく村民たちの側を歩いていたが、その後に歩を返して森のなかへと消えていった。
頭と身体を速やかに埋葬した後王国の再建は、エドマンドの埋葬にふさわしい教会が建てられるまでの数年間に行われた。伝説においては奇跡は死体が掘り出された時に発見されたという。エドマンドの死体の矢傷はすべて癒え、頭は身体に再び癒着し、頭が断たれていた証拠は首の赤く細い線だけであった。もろい棺おけに入れられて長年埋葬されていたにもかかわらず、彼の肌は柔らかく新鮮で、ずっと眠っていただけかのようであった。この状況は大英帝国博物館の研究員が執筆したリンドウ・マン (Lindow Man) と呼ばれる湿地遺体 (Bog body。沼地において特定の条件がそろったため、発見に至るまでの間極めて良好な状態で保存されることになった遺体) に関する論文で説明され、沼の中で回収された聖エドマンドの身体は「実際には有史以前の湿地遺体であり、さらに殺された王の捜索を試みた人々は、儀式的絞殺の跡がまだあった古い宗教の神聖なる王の遺骸を回収した」ということを暗示している。

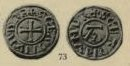
聖エドマンドの記念硬貨。後の時代では多く発行されたとされる。なお、この硬貨は彼の治世におけるものではない。

## 後援
イングランド全土において彼の記録を捧げる教会を見ることができ、その中にはロンドンにあるクリストファー・レン設計の聖エドマンド殉教王教会も含まれており、また聖エドマンドの名前を冠するカレッジもいくつかある。エドマンドは様々な王、はやり病、拷問の犠牲者の守護聖人とみなされ、またローマカトリックのイーストアングリア司教区、英国のサフォーク州、ドゥエ・アビー (Douai Abbey)、そしてフランスのトゥールーズにおいても守護聖人とされている。正教会とカトリックにおいては彼をイングランドの守護聖人とみなしている

が、現在のイングランドのカトリックにおける国家典礼では彼の日付 (祝い日) は無い。
2006年にはBBCラジオ・サフォーク (BBC Radio Suffolk) やイースト・アングリアン・デイリー・タイムス (East Anglian Daily Times) を含む団体が聖エドマンドをイングランドの守護聖人に指名させるための運動が失敗した。エドワード3世は国家の守護聖人としてのエドマンドを、ガーター騎士団と聖ジョージを結びつけることによってそれにすりかえた。ベリー・セント・エドマンズ選出の下院議員デヴィット・ラフリィ (en:David Ruffley) はその運動を始め、ロンドンに多くの請願書を届ける手助けをした。また、BBCラジオ・サフォークはイングランドの国旗を聖ジョージ旗 (白地に赤十字) から新しいサフォークの旗 (en) に変えるよう主張した。これは青地に三先の金冠という柄であり、ノルマン朝の時代に用いられた紋章旗である。
時のイギリス首相トニー・ブレアはこの要求を拒否したものの、彼らの試みは別の方面では成功したといえる。
| 「 | 聖エドマンドがサフォークの守護聖人となった•••ブレックファスト・ショーの司会者マーク・マーフィーとプロデューサーのエミリー・フェローズによって2006年秋に始まり成功したこのキャンペーンのハイライトである。聖エドマンドはもともとイングランドの守護聖人だったが、聖ジョージに追い出された。 | 」 |

### 遺物
19世紀の中ごろまで、古木がホクスン公園にあり、それはエドマンドが迫害を受けた木であると信じられていた。1849年、その古木は切り倒され刻まれた。話によればその木の中心に矢尻が見つかったという。木の破片は保存され、それらのうちひとつはエドマンドを祭る教会の祭壇の一部に使用された。この木のもう一片はモイーズ・ホールミュージアムにある。ある歯科医がこの破片に対してレントゲン写真を申し出た結果、中に曲がった釘が含まれていることが判明した。

### 復讐
パーシー・ダーマーの"The Little Lives of the Saints"においては、エドマンド死後のヴァイキングたちに対する復讐が語られる。
| 「 | •••最後の異教徒のデーン王であるスヴェン (カヌートの父親) は (ベリー・セント・エドマンズを) 破壊しようと試みた。彼は包囲を敷き、境界のすべての宝を要求し、また聖職者全員を殺すと強迫した。さらに彼の物はそこに眠っている聖者に対して多くの侮辱的な言葉を浴びせた。しかし彼が戦馬にまたがって町への攻撃を待っていたとき、彼は空から聖エドマンドが自身のほうに向かってくるのを見た。エドマンドは王冠をかぶり、その手には輝く槍を持っていた。「味方よ、助けよ!」彼は叫んだ。「エドマンドが私を殺しにきた!」そして彼は倒れ、痙攣を起こし死んだ。 | 」 |

スヴェン1世の息子であるクヌート王はキリスト教徒に改宗し、ベリー・セント・エドマンズの修道院を再建した。1020年には当地に巡礼して祖先の行いを償うために自身の王冠を聖廟の上に捧げた。

## フィクションの中のエドマンド
バーナード・コーンウェルの歴史小説"The Last Kingdom"では、捕らえられたエドマンド王は、神の偉大さを「骨無し」イーヴァーに示すため、自らを殺してくれと願い出る。神のご加護に守られた自分は異教徒の刃では殺されないはずだからと言うのである。本当に奇跡が起きるか確かめるため、イーヴァーは聖セバスチャンの殉教さながらにエドマンド王の体に矢を射るが、結局奇跡は起きず王は大量の矢を受け死亡する。

## 関連文献
- Hervey, Francis. Corolla Sancti Eadmundi. London: J. Murray, 1907.
- Grant, Judith, editor. La Passiun de Seint Edmund. London: Anglo–Norman Text Society, 1978. ISBN 0-905474-04-X
- The life of St Edmund king and martyr. John Lydgate's illustrated verse life presented to Henry VI. A facsimile of British Library MS Harley 2278. Introduction by A. S. G. Edwards. London: The British Library, 2004, Pp. v, 23, 117 pl.
- この記事にはアメリカ合衆国内で著作権が消滅した次の百科事典本文を含む: Chisholm, Hugh, ed. (1911). “Edmund, King of East Anglia”. Encyclopædia Britannica (英語). Vol. 8 (11th ed.). Cambridge University Press. p. 947-948.